# Engelbert Strauss
 (mars 2025).
 (avril 2017).
Engelbert Strauss GmbH & Co. KG, dont le siège est situé à Biebergemünd près de Francfort-sur-le-Main, est un fabricant, une entreprise de vente par correspondance et de commerce de détail de vêtements professionnels, de chaussures de travail et d'équipements de protection individuelle allemand.

## Histoire
À l'origine, August Strauss se déplaçait dans toute l'Allemagne avec ses deux fils, dont Engelbert (*1908). Ils faisaient le commerce de balais et de brosses, qui étaient fabriqués dans le Spessart à Kassel (Biebergemünd) (de) (Besen-Kassel).
Après la guerre vers 1948, Engelbert Strauss poursuit la tradition commerciale de sa famille et crée l'entreprise du même nom. Il a alors intégré les équipements de protection individuelle dans la gamme de produits. Les premiers produits sont des gants, qui occupent encore de nos jours une place centrale au sein de la gamme de l'entreprise.
Dans les années 1960, l'entreprise passe à la vente par correspondance. L'envoi sur catalogue commence en 1973. Au fur et à mesure, la gamme s'élargit pour inclure des vêtements et des chaussures.
Un nouveau bâtiment avec une infrastructure logistique est construit en 1994 sur 40 000 m2 sur le site de Biebergemünd près de Francfort-sur-le-Main. Il est agrandi en 2000, puis la surface est doublée en 2005. En 2008, l'entreprise est agrandie une nouvelle fois.

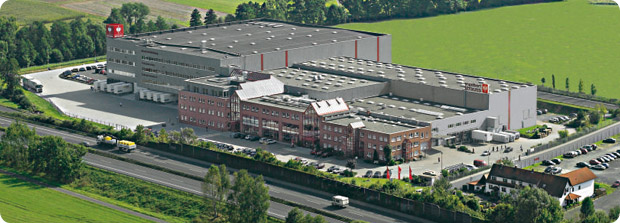
engelbert strauss Biebergemünd

En 2015, le nouveau magasin phare de l'entreprise, ainsi qu'un campus d'entreprise comprenant de nombreux bureaux et espaces de formation sont construits sur le site de l'entreprise à Biebergemünd, sur une surface de près de 50 000 m2.
En 2017, l'entreprise commence la construction d'un nouveau centre de services et de logistique. Notamment l'offre d’équipements professionnels sur mesure doit être élargie grâce à l'usine CI sur le site de Schlüchtern.

## Direction
La troisième et la quatrième génération dirigent l'entreprise. Le fils d'Engelbert, Norbert Strauss, ainsi que ses deux fils Steffen et Henning Strauss en sont les directeurs. L'entreprise emploie 1 200 salariés.

## Sites
Depuis le début des années 1990, le siège de l'entreprise est situé à Biebergemünd près de Francfort-sur-le-Main. En 1996, Engelbert Strauss s'est étendue et a ouvert sa première filiale à Linz, en Autriche. Après la création d’une deuxième filiale en Angleterre en 2002, d'autres ont suivi aux Pays-Bas, en Belgique , en Suisse , en République Tchèque, en Suède et au Danemark.

## Gamme de produits

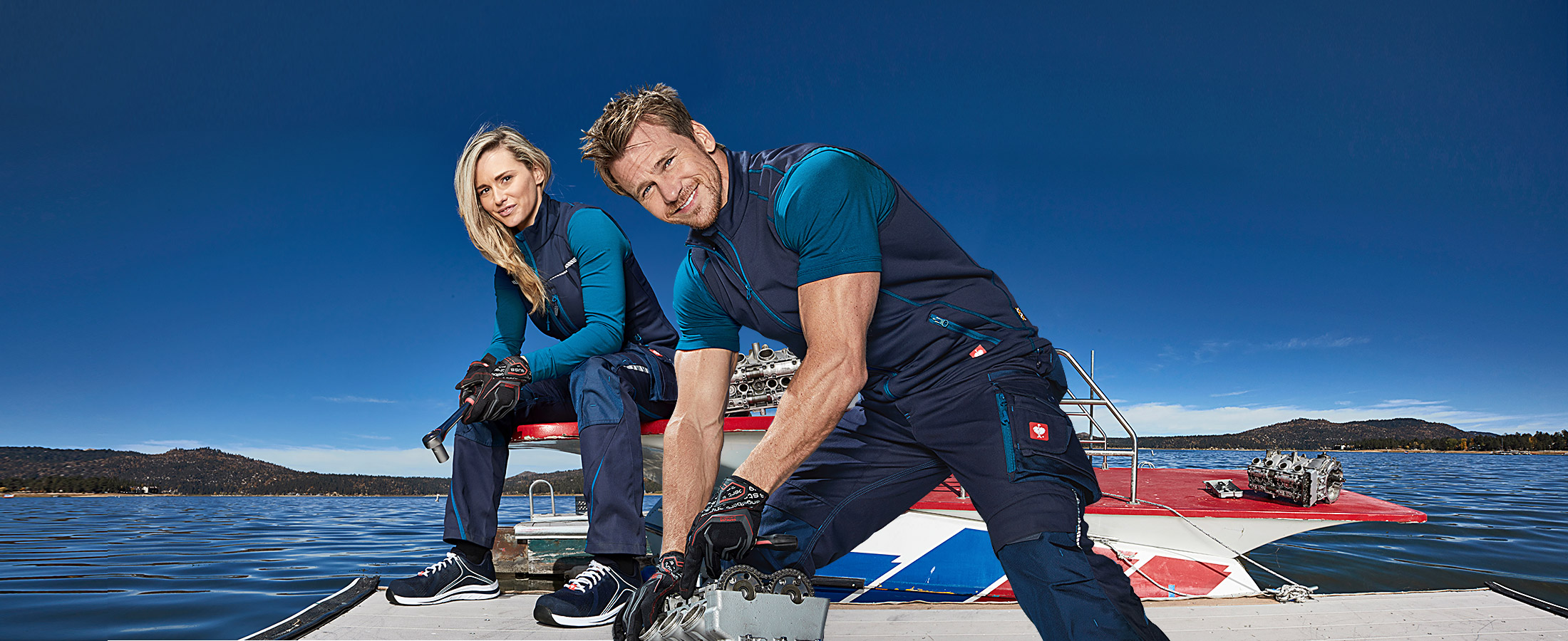
engelbert strauss vêtements de travail

La gamme principale comprend des vêtements professionnels, des vêtements de signalisation, des chaussures de travail, des gants ainsi que d'autres équipements de protection individuelle, des équipements industriels, des outils et des fournitures de bureau. Depuis 30 ans, engelbert strauss propose son propre service de finition textile, notamment avec des techniques de broderie, d'impression ou de gravure laser.

## Distribution

### Workwearstores

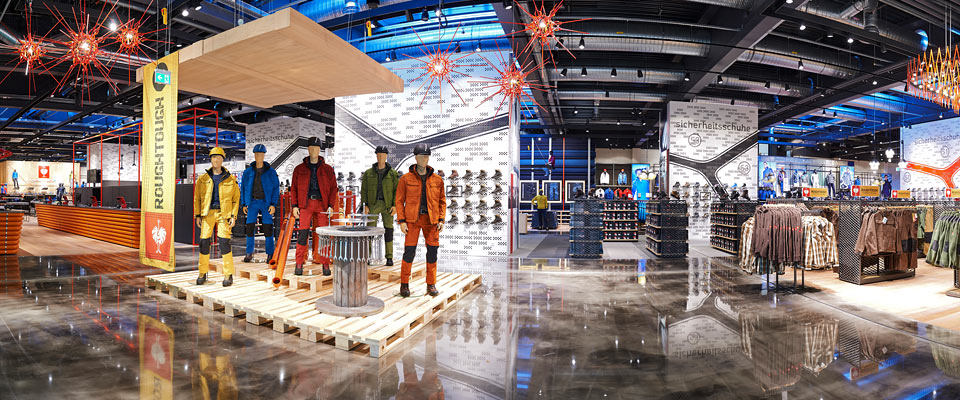
engelbert strauss workwearstore

L'entreprise possède quatre magasins spécialisés, appelés Workwearstores.

### Boutique en ligne
L'entreprise a lancé la première boutique en ligne en 1998. Aujourd'hui, on y trouve la gamme complète de l'entreprise ainsi que de nombreuses possibilités de combinaison et d'informations techniques sur les différents articles.

## Production
La production est actuellement réalisée dans 27 pays à travers le monde, aussi bien en Europe, qu'en Asie et en Afrique. La majorité des produits est fabriquée dans des entreprises partenaires en Asie, où quelques-uns des sites de production travaillent uniquement pour l'entreprise.

## Responsabilité de l'entreprise
Les conditions de travail pour la production sont contrôlées par Engelbert Strauss dans le cadre d'un programme de contrôle interne, qui comprend des audits indépendants externes. Depuis 2013, l'entreprise Bluesign agit en tant que partenaire et soutient l'initiative Cotton made in Africa.

## Parrainage
Depuis de nombreuses années, l'entreprise se positionne de façon neutre sur des plateformes de qualité. Depuis 2010, Engelbert Strauss est partenaire de l'équipe nationale de football d'Allemagne, ainsi que de la Coupe d'Autriche de football. Depuis 2012, Engelbert Strauss est le partenaire officiel de la Coupe d'Allemagne de football et partenaire de l'équipe d'Autriche de football. Depuis 2014, l'entreprise se positionne en tant que sponsor du championnat d'Europe masculin de handball EHF et est le partenaire principal de la Ligue des champions de hockey sur glace. En 2015, Engelbert Strauss est également devenu le sponsor du championnat de Suisse de football.
Engelbert Strauss est l'équipementier de l'équipe d'artisans de l'émission télévisée « Zuhause im Glück » depuis 2005.
En outre, l'entreprise était le partenaire principal de la tournée des quatre tremplins de 2012 à 2014 et sponsor du championnat du monde de Superbike de 2012 à 2013.